# Équipe de France de hockey sur glace au Championnat d'Europe 1924
Après sa participation aux Jeux Olympiques cette année là, l'équipe de France dispute les Championnats d'Europe une cinquantaine de jours plus tard.

## Compétition
La neuvième édition du Championnat d'Europe se tient du 14 au 16 mars à Milan en Italie. Les six équipes participantes, alors un nombre record, sont réparties en deux groupes de trois dont le premier de chaque se qualifie pour la finale. La France est placée dans la Poule B avec la Belgique et l'Italie tandis que la Poule A comprend l'Espagne, la Suède et la Suisse. Les Français jouent leurs deux rencontres le 15 mars, gagnant 3-0 contre les Belges puis 12-0 faces aux hôtes. Le lendemain, ils retrouvent en finale les tenants du titre suédois qui n'ont eu besoin de disputer qu'une seule rencontre à la suite du forfait des Espagnols. La France prend l'avantage au cours de la première période par l'intermédiaire de Rauch et de Quaglia. Durant la seconde moitié de jeu, les Scandinaves réduisent la marque grâce à Gunnar Galin. La France s'impose finalement 2 buts à 1 et remporte ainsi son premier titre. Auteur de sept buts, de Rauch termine meilleur buteur du tournoi.
L'effectif de l'équipe de France championne d'Europe est le suivant :
- Gardien de but : Robert George (Club des Sports d'hiver de Paris)
- Joueurs : André Charlet, Raoul Couvert, Albert Hassler, Léon Quaglia, Joseph Monnard (Chamonix Hockey Club), Pierre Charpentier, Hubert Grunwald, Alfred de Rauch (Club des Sports d'hiver de Paris)

### Résultats détaillés

#### Premier tour
| 15 mars | France | 3-0 (2-0, 1-0) | Belgique | Palazzo di Ghiaccio |

| 15 mars | Italie | 0-12 (0-7, 0-5) | France | Palazzo di Ghiaccio |

| Clt   | Équipe   | PJ | V | D | N | BP | BC | Pts |
| ----- | -------- | -- | - | - | - | -- | -- | --- |
| +001, | France   | 2  | 2 | 0 | 0 | 15 | 0  | 4   |
| +002, | Belgique | 2  | 1 | 1 | 0 | 4  | 3  | 2   |
| +003, | Italie   | 2  | 0 | 2 | 0 | 0  | 16 | 0   |

- Qualifiés pour la finale

#### Finale
| 16 mars | France | 2-1 (2-0, 0-1) | Suède | Palazzo di Ghiaccio |

| Feuille de match | Feuille de match                      | Feuille de match | Feuille de match | Feuille de match |
| ---------------- | ------------------------------------- | ---------------- | ---------------- | ---------------- |
|                  | de Rauch (Hassler) Quaglia (de Rauch) | 1-0 2-0 2-1      | Galin            |                  |
| Robert George    | Gardiens                              | Einar Olsson     |                  |                  |
|                  |                                       |                  |                  |                  |
|                  |                                       |                  |                  |                  |

#### Classement final
|                    | Équipe   |
| ------------------ | -------- |
| Médaille d'or      | France   |
| Médaille d'argent  | Suède    |
| Médaille de bronze | Suisse   |
| 4                  | Belgique |
| 5                  | Italie   |
| 6                  | Espagne  |

## Bilan
Le titre de champion d'Europe est le premier remporté par les Français dans une compétition de hockey sur glace majeure. Depuis les Bleus n'ont plus gagné de médaille. En 2013, la Fédération française de hockey sur glace honore cette équipe championne en l'intronisant au Temple de la renommée du hockey français dans la catégorie des « bâtisseurs ».